# 重排反应
重排反应（Rearrangement reaction）是分子的碳骨架发生重排生成结构异构体的化学反应，是有机反应中的一大类。重排反应通常涉及取代基由一个原子转移到同一个分子中的另一个原子上的过程，以下例子中取代基R由碳原子1移动至碳原子2：
分子间重排反应也有可能发生。 
通常不用弯箭头表示的电子转移图来描述重排反应的机理。例如在Wagner-Meerwein重排反应中，烃基迁移的实际机理很可能涉及烃基沿键的类似流动性的转移，而非离子性的断键与成键。而在周环反应中，以轨道间相互作用来解释机理要比用电子转移来描述清晰得多。因此虽然在很多情况下可以画出重排反应的电子转移图机理，但它们极有可能与真实机理有较大偏差。
一些典型的重排反应：
- 1,2-重排反应
- 周环反应
- 烯烃复分解反应

## 1,2-重排反应
所谓1,2-重排反应，是指化合物中一个原子上的取代基转移到另一个原子上。1,2-重排通常发生在相邻两个原子上，但重排到更远的原子上也是有可能的。
例如，
Wagner-Meerwein重排反应：
以及
贝克曼重排：

## 周环反应
周环反应是指这样一类反应，其过渡态中存在着环状结构，同时在这一结构中存在着协同进行的多重碳碳键的断裂与生成。
例如,氢转移反应
和克莱森重排反应：

## 烯烃复分解反应
根据伍德沃德-霍夫曼规则，两个烯烃直接发生[2+2]环加成反应是对称禁阻的，活化能很高。20世纪70年代时，Hérison和肖万提出了烯烃复分解反应的环加成机理，该机理是目前最广泛接受的反应机制。 其中，首先发生烯烃双键与金属卡宾配合物的[2+2]环加成反应，生成金属杂环丁烷衍生物中间体。然后该中间体经由逆环加成反应，既可得到反应物，也可得到新的烯烃和卡宾配合物。新的金属卡宾再与另一个烯烃发生类似的反应，最后生成另一个新的烯烃，并再生原金属卡宾。
金属催化剂d轨道与烯烃的相互作用降低了活化能，使烯烃复分解反应在适宜温度下就可发生，摆脱了以前多催化组分以及强路易斯酸性的反应条件。